# Trente et quarante (film)
Pour le jeu de hasard, voir Trente et quarante.
Pour plus de détails, voir Fiche technique et Distribution.
Trente et quarante est un film français réalisé par Gilles Grangier et sorti en 1946.

## Synopsis
Variations musicales sur l'amour, l'argent et le jeu. D'agréables fantoches, le capitaine Bitterlin, sa fille, la gouvernante Agathe et le piquant comte Mario de Miranda mènent la danse. Les amourettes un moment contrariées amènent plus de sourires que de larmes et gagner au trente-et-quarante permet de vaincre l'obstination des pères récalcitrants (Raymond Chirat).

## Fiche technique
- Titre : Trente et quarante
- Réalisation : Gilles Grangier
- Scénario : D'après le roman d'Edmond About
- Adaptation et dialogues : André-Paul Antoine
- Décors : Louis Le Barbenchon
- Costumes : Olga Choumansky, Carette
- Images : Fred Langenfeld
- Musique : Francis Lopez et Jacques Larue
- Son : Émile Lagarde, Jacques Carrère
- Montage : Germaine Artus
- Production : S.N.E.G (Société Nouvelle des Etablissements Gaumont), Alcina
- Producteurs : Paul-Edmond Decharme ; Jean Le Duc, Roger Sallard
- Distribution : Compagnie Parisienne de Location de Films (CPLF) - Gaumont (35 et 16 mm)
- Directeur de production : Marc Le Pelletier
- Tournage : aux studios de la Victorine, 16 avenue Edouard Ginda, Nice, Alpes-Maritimes
- Pays :  France
- Format :  Noir et blanc - 1,37:1 - 35 mm - Son mono
- Durée : 75 minutes
- Genre : Comédie musicale
- Date de sortie : 
  - France - 26 juin 1946
- Numéro de visa : 614 (délivré le 15/12/1945)

## Distribution
- Georges Guétary : le comte Mario de Miranda, un écrivain de chansons qui tombe amoureux de la fille d'un capitaine
- Martine Carol : Madeleine Bitterlin, la fille du capitaine, que son père surveille jalousement
- André Alerme : le capitaine Bitterlin, son père qui la surveille jalousement
- Jeanne Fusier-Gir : Agathe, une vieille fille, la gouvernante de Madeleine
- Michèle Philippe : Hélène Leprince, la jeune épouse de M. Leprince
- Jean Paredès : M. Leprince, un jeune marié ridicule et charmant
- Charles Lemontier : le voyageur taciturne
- Albert Michel : le bègue dans le train
- Alfred Pasquali : M. Silvergot, l'éditeur musical de Mario, qui oublie souvent de le payer
- Félix Oudart : le colonel Flosh
- Robert Balpo : l'hôtelier marseillais
- Pierre Labry : le maître nageur
- Frédéric Mariotti : le bistrot
- Roger Vincent
- Gisèle Préville : Aurélia, une danseuse, la voisine de Mario
- Colette Ripert